# Max Bröske
Friedrich Richard Max Bröske (25 de julio de 1882-13 de marzo de 1915) fue un deportista alemán que compitió en remo. Participó en los Juegos Olímpicos de Estocolmo 1912, obteniendo una medalla de bronce en la prueba de ocho con timonel.

## Palmarés internacional
| Juegos Olímpicos | Juegos Olímpicos   | Juegos Olímpicos  | Juegos Olímpicos |
| Año              | Lugar              | Medalla           | Prueba           |
| ---------------- | ------------------ | ----------------- | ---------------- |
| 1912             | Estocolmo (Suecia) | Medalla de bronce | Ocho con timonel |